# Liste Art Fair Basel

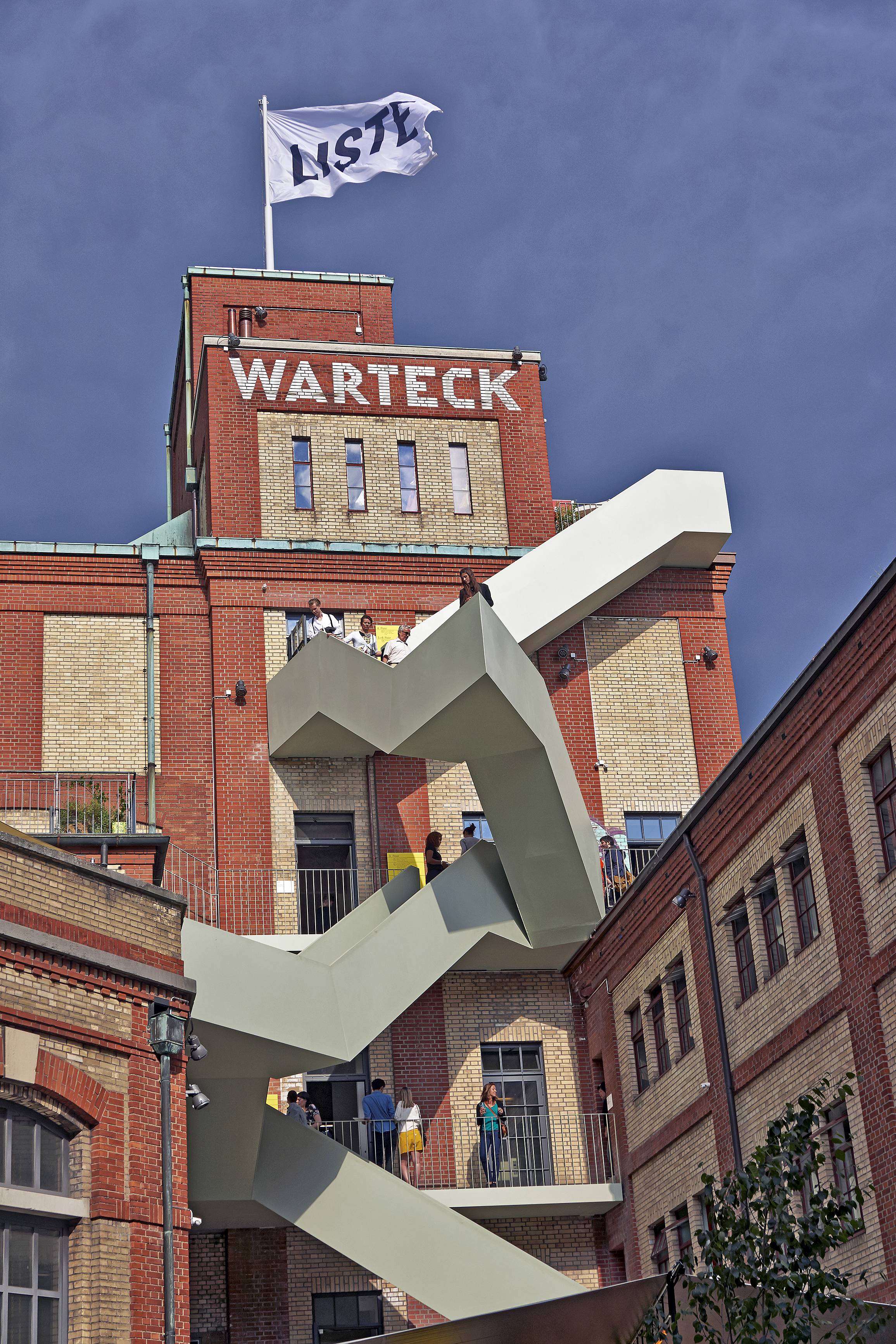
Werkraum Warteck - Malzsilo

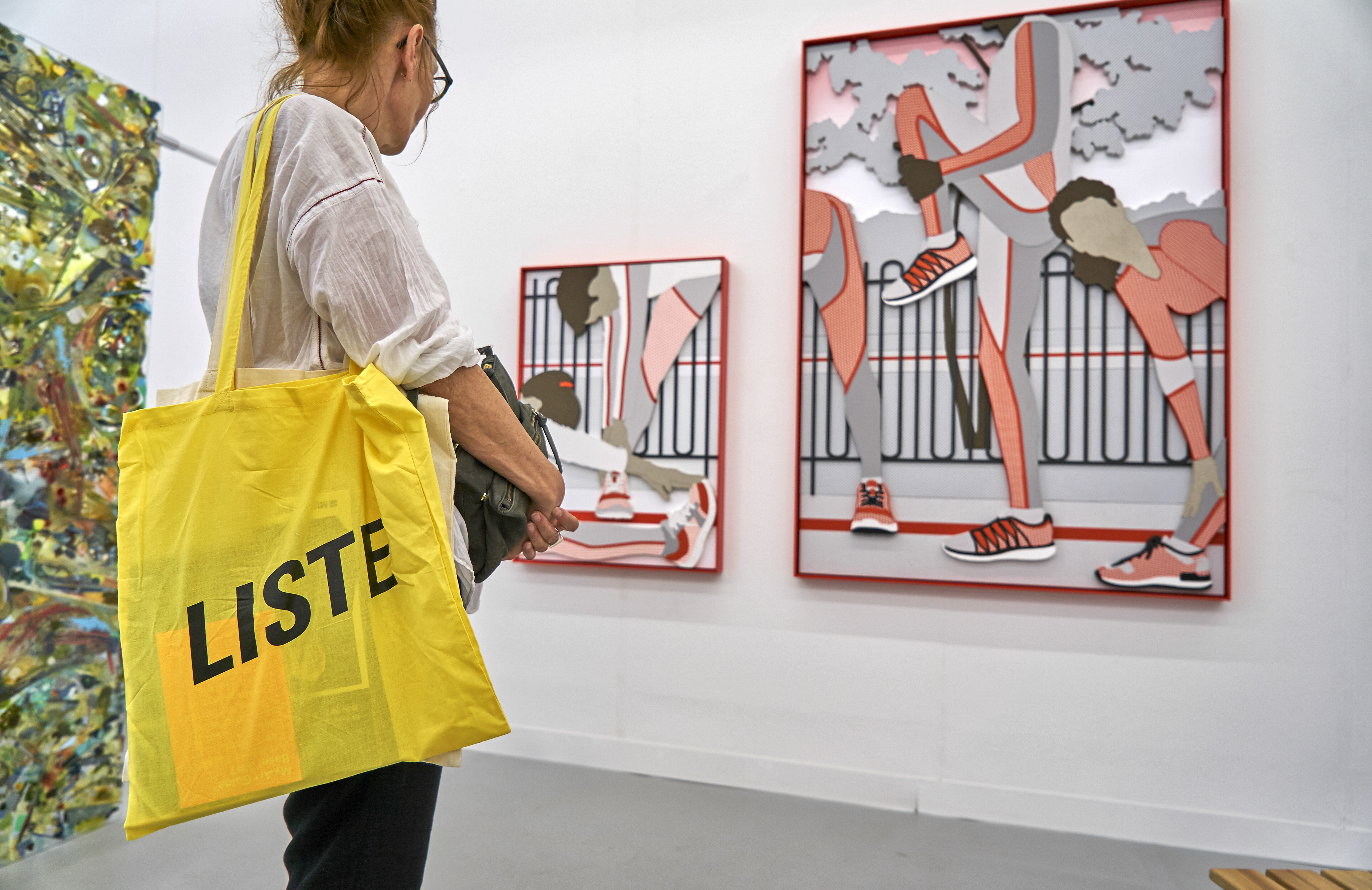
Liste 2017, Frutta

Die Liste Art Fair Basel ist eine 1996 gegründete internationale Entdeckermesse für zeitgenössische Kunst. Seit 1996 zeigt dort jährlich eine jüngere Generation von Galerien Künstler, die herausragende Vertreter der neuesten Entwicklungen und Tendenzen in der zeitgenössischen Kunst sind. Für die Galeristen ist der Auftritt auf der Liste die Möglichkeit, sich weltweit zu vernetzen und ihr Programm einem Fachpublikum und Kunstinteressierten vorzustellen, die sich in der wichtigsten Woche im internationalen Kunstkalender in Basel versammeln. Die Liste findet jährlich im Juni parallel zur Art Basel statt.

## Geschichte
Die aus Zürich stammenden Galeristen Eva Presenhuber und Peter Kilchmann kontaktierten im Sommer 1995 den Ausstellungsmacher Peter Bläuer aus Basel mit der Idee, eine neue Messe für junge, internationale Galerien mit zeitgenössischer Kunst in Basel zu gründen. Bläuer übernahm daraufhin deren Organisation und Leitung. Die Idee wurde durch diverse Kunsthistoriker und Kuratoren unterstützt, darunter Jean-Christophe Ammann, Jacqueline Burckhardt, Bernhard Mendes Bürgi, Bice Curiger, Ulrich Loock, Peter Pakesch, und Theodora Vischer. Im ersten Jahr stellten 37 Galerien aus 12 Ländern auf der Liste aus, unter anderem Air de Paris, Paris; Massimo di Carlo, Mailand; Peter Kilchmann, Zürich; Urs Meile, Luzern; neugerriemschneider, Berlin; Maureen Paley, London; Martin Janda, Wien; Eva Presenhuber, Zürich; Barbara Weiss, Berlin und David Zwirner, New York.
Seit 1997 wird die Liste als Hauptpartner von E.Gutzwiller & Cie, Banquiers, Basel unterstützt.
Seit 2019 findet die Liste unter der Direktion von Joanna Kamm statt, die das zentrale Anliegen der Messe weiterführt, einer neuen Generation von Galeristen und Künstlern die Tür zur internationalen Kunstwelt zu öffnen. Der besondere Standort der Liste ist eine ehemalige Brauerei, in der sich seit den 90ern der Werkraum Warteck pp befindet und deren Mieter für die Messewoche aus ihren Studios, Büroräumen und Werkstätten ausziehen, um sie den Galerien für eine
Woche zu übergeben.
Aufgrund von COVID-19 musste die 25. Ausgabe der Liste im 2020 abgesagt werden. Im selben Jahr wurde die erste Ausgabe des neuen Online Formats Liste Showtime vorgestellt.
Seit 1. September 2024 ist die Kunsthistorikerin Nikola Dietrich Künstlerische Direktorin der Liste Art Fair Basel.

## Liste Showtime
Liste Showtime ist seit 2020 eine Online-Plattform für internationale Galerien, auf der sie einen Künstler aus ihrem Programm umfassend vorstellen und Werke zum Verkauf anbieten. Im Herbst 2020 stellt Liste Showtime ein gemeinschaftliches Künstlerprojekt vor, bei dem sich von den Galerien ausgewählte Künstler in Form eines Posters mit dem Thema "Rewriting Our Imaginations" auseinandersetzen. Die Poster werden online und in Basel ausgestellt sowie im neuen Liste Showtime Onlineshop verkauft.

## Kunstpreis
Seit 2004 wird der Helvetia Kunstpreis vergeben. Dieser Förderpreis richtet sich an Diplomanden der Schweizer Fachhochschulen in den Bereichen Bildende Kunst und Medienkunst. Der Förderpreis ist mit einem Preisgeld von 15.000 Franken sowie einer Soloausstellung auf der Liste dotiert.

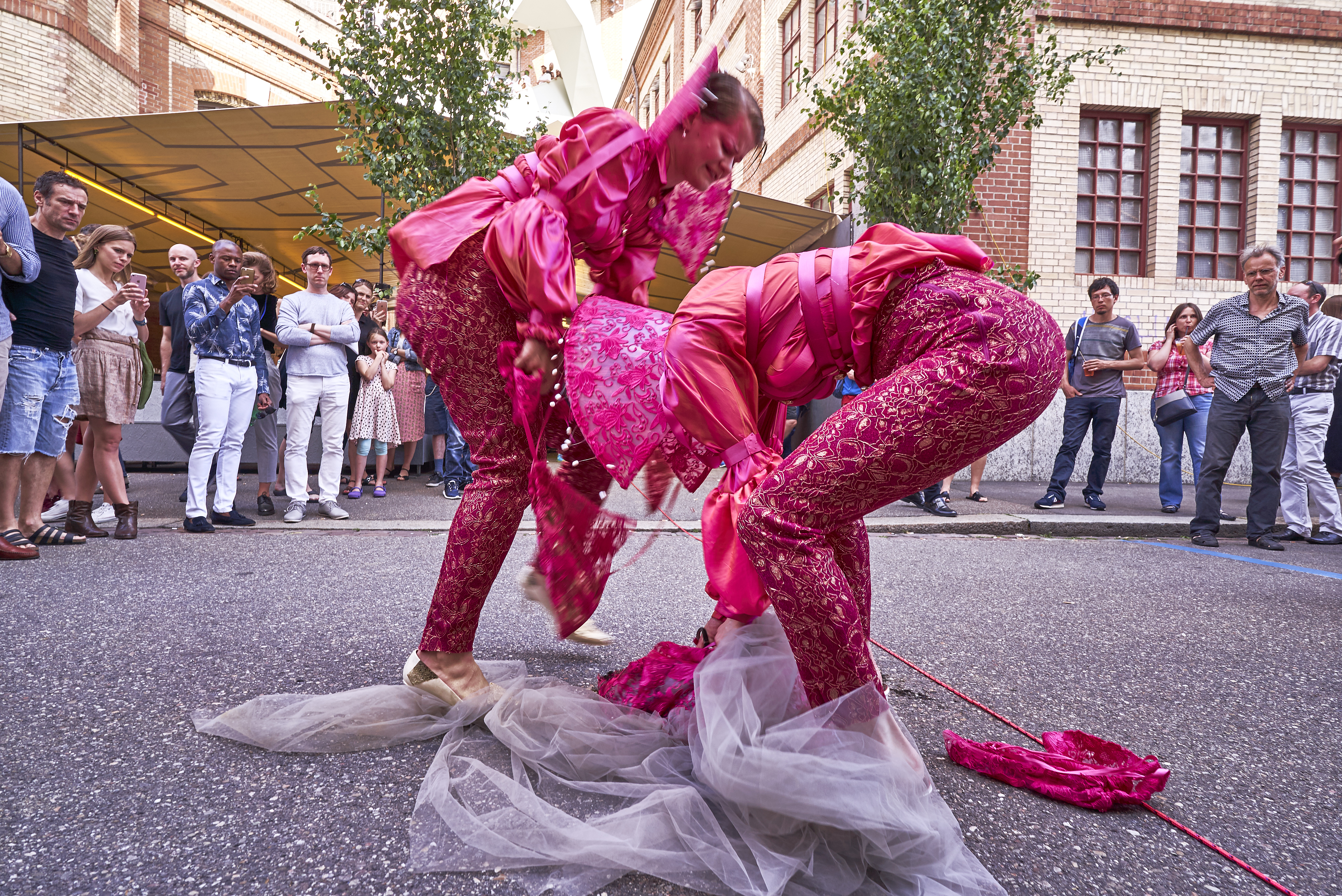
Performance Project 2017 New Noveta

## Sondergäste
Zum Programm gehören regelmäßig Sondergäste, die ganzjährig im Warteck Kaskadenkondensator und dem Haus der elektronische Künste in Basel ausstellen.

## Besucher
Im Jahr 2019 wurde die Liste von über 20.000 Menschen besucht.

## Ort
Die Liste findet seit ihrer Gründung in der ehemaligen Brauerei Warteck und in einem Zeltanbau statt. Der Liste stehen auf vier Etagen ca. 3500 m² Ausstellungsfläche zur Verfügung. In den Räumen werden jeweils eine bis zehn Galerien platziert und jeder Galerie stehen ca. 25 bis 30 m² Ausstellungsfläche zur Verfügung.